# Johannes Hoving
Johannes Walter Wilhelm Hoving, född 17 april 1868 i Viborg, död 28 november 1954, var en finländsk läkare. Han var gift med Helga Hoving.
Hoving blev filosofie magister i Helsingfors 1890, filosofie doktor i Berlin 1890 och medicine licentiat vid Karolinska institutet 1898. Han var överläkare vid Mariehamns badanstalt 1898–1903, blev medicine doktor i Albany, New York, 1904, var läkare på flera sjukhus i New York och badläkare i Bad Nauheim 1914. Han var sedermera bosatt i Stockholm.
Hoving var livstidsmedlem av Svenska Läkaresällskapet och av Finska Läkaresällskapet och blev jubelfilosofie magister 1940. Han var korrespondent till Nya Dagligt Allehanda och flera svensk-amerikanska tidningar. Han författade skrifter inom bland annat medicin, biografi, genealogi och politik. Makarna Hoving är begravda på Norra begravningsplatsen utanför Stockholm.